# Tomasz Kaczmarek
Tomasz „Tomek“ Kaczmarek (* 20. September 1984 in Breslau, Polen) ist ein polnischer Fußballtrainer und ehemaliger Amateurfußballer.

## Karriere
Tomasz Kaczmarek, der als Neunjähriger aus Polen ins Rheinland übersiedelte, spielte als Fußballer in Deutschland nur im Amateurbereich. Er begann seine Trainerkarriere als Konditionstrainer beim damaligen Regionalligisten Bonner SC, den dann aber die Insolvenz ereilte. Wenig später trainierte er dort als Cheftrainer die A-Junioren sowie für ein halbes Jahr die erste Herrenmannschaft nach ihrem Neubeginn in der siebtklassigen Landesliga Mittelrhein I.
Von Anfang 2012 bis Ende 2013 war er bei der ägyptischen Nationalmannschaft als Assistent des Amerikaners Bob Bradley tätig. Im Sommer 2012 schied Ägypten bei der Qualifikation für die Afrikameisterschaft 2013 recht überraschend bereits in der 2. Runde gegen die Mannschaft der Zentralafrikanischen Republik aus, die sich noch nie für ein großes Turnier hatte qualifizieren können. Bei der Qualifikation für die WM 2014 gewann Ägypten zwar alle Spiele in seiner Gruppe gegen Guinea, Mosambik und Simbabwe, schied jedoch in den abschließenden Play-off-Spielen gegen Ghana aus und verpasste damit die WM-Qualifikation. Damit war auch Kaczmareks Tätigkeit für den ägyptischen Verband beendet und er folgte seinem Chef nach Norwegen zum gerade in die erste Liga zurückgekehrten Verein Stabæk IF. Nachdem man dort zu Saisonbeginn sogar die Tabelle anführte, belegte der Verein am Saisonende mit dem neunten Platz eine gesicherte Position im Mittelfeld der Tabelle.
Nach Saisonende kehrte Kaczmarek ins Rheinland zurück und war dort eineinhalb Jahre als Trainer beim Regionalligisten FC Viktoria Köln tätig. Zum Jahresbeginn 2017 übernahm er das Traineramt bei den Stuttgarter Kickers in der Regionalliga Südwest. Nach nur 13 Punkten aus den ersten 14 Spielen der Saison 2017/18 wurde Kaczmarek am 17. Oktober 2017 entlassen.
Am 30. Oktober 2018 übernahm Kaczmarek das Traineramt beim Drittligisten Fortuna Köln. Er trat dort die Nachfolge des zum SV Sandhausen gewechselten Uwe Koschinat an. Am 22. April 2019 wurde die Zusammenarbeit beendet, nachdem die Fortuna im Abstiegskampf wieder auf einen direkten Abstiegsplatz gerutscht war.
Während eines siebenmonatigen Engagements beim polnischen Erstligisten Pogon Stettin nahm er im September 2020 das Angebot als Cheftrainer von Lechia Danzig an. Der Vorstand von Lechia Danzig hatte zu diesem Zeitpunkt verkündet, den zum Saisonende auslaufenden Vertrag mit Trainer Piotr Stokowiec nicht verlängern zu wollen. Kaczmarek führte die Mannschaft, welche er auf dem siebten Tabellenplatz der Ekstraklasa übernommen hatte, nach einer Serie von 10 Liga-Pflichtspielen ohne Niederlage zeitweise an die Tabellenspitze und zu einer der erfolgreichsten Saisons der Vereinsgeschichte. In der Qualifikation zur Conference League scheiterte er in der zweiten Runde mit einem Tor Unterschied am österreichischen Erstligisten Rapid Wien. Kaczmarek wurde für die Wahl zum „Trainer des Jahres der Saison 2021/22“ nominiert. Nach Gerüchten um einen drohenden Verkauf des Clubs und einem missglückten Start in die Saison 2022/23 einigte man sich Ende August 2022 auf eine Vertragsauflösung.
Im März 2023 unterschrieb Kaczmarek einen Vertrag als Cheftrainer beim FC Den Bosch in den Niederlanden.